# Konoe Taneie
Konoe Taneie (近衛 稙家, このえ たねいえ, 1502 – 1566), foi filho de Hisamichi, foi um nobre do período Sengoku da história do Japão.   Pertencia ao ramo Konoe do Clã Fujiwara e se tornou Daijō Daijin entre 1537 e 1542.

## Biografia
Não se conhece muito sobre sua vida política de vido a perda de documentos durante o chamado Incidente de Tainei-ji. Mas sabemos que em 1523 Taneie foi nomeado Udaijin e que entre 1525 e 1527 atuou como Kampaku do Imperador Go-Kashiwabara e após a morte deste manteve o cargo no início do reinado Imperador Go-Nara. Concomitantemente em 1528 Taneie foi nomeado Sadaijin cargo que ocupou até 1535. Em 1536 volta a ser Kampaku de Go-Nara. E concomitantemente de 1537 a 1542 é nomeado Daijō Daijin. Nesta época uma de suas filhas, Gyokuei, se tornou consorte do shōgun  Yoshiharu (e mãe de seu sucessor Yoshiteru). Tanaie veio a falecer em 1566. E seu filho Konoe Sakihisa se tornou seu herdeiro e sucessor.